# برينت هوكينز
برينت هوكينز (بالإنجليزية: Brent Hawkins)‏ هو لاعب كرة قدم أمريكية أمريكي، ولد في 1 سبتمبر 1983.

## وصلات خارجية
- برينت هوكينز على موقع مرجع كرة القدم المحترفة.كوم (الإنجليزية)